# Pechlibellen
Die Pechlibellen (Ischnura) sind eine weltweit verbreitete Gattung der Schlanklibellen (Coenagrionidae) innerhalb der Kleinlibellen (Zygoptera).
Sie sind bekannt für die verschiedenen, teilweise stark farbigen Varianten, die vor allem die Weibchen annehmen können. In Mitteleuropa finden sich mit der Großen und Kleinen Pechlibelle (Ischnura elegans und Ischnura pumilio) zwei Arten der Gattung. In Südeuropa und Nordafrika wird die Große Pechlibelle durch sehr ähnliche Arten ersetzt.

## Merkmale

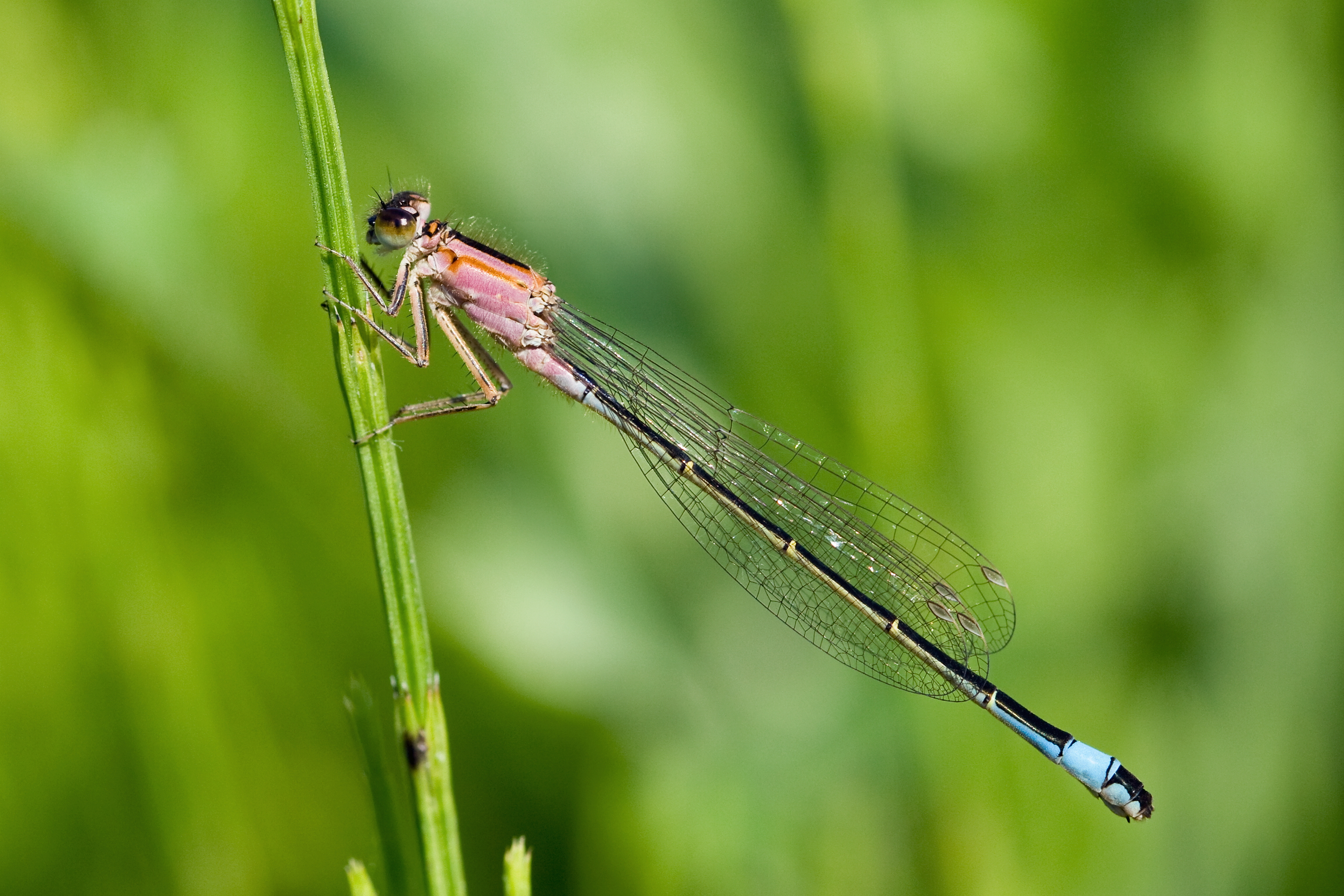
Ischnura elegans f. rufescens; bei dieser weiblichen Farbvariante der Großen Pechlibelle wird kein seitlicher Humeralstreifen ausgebildet.

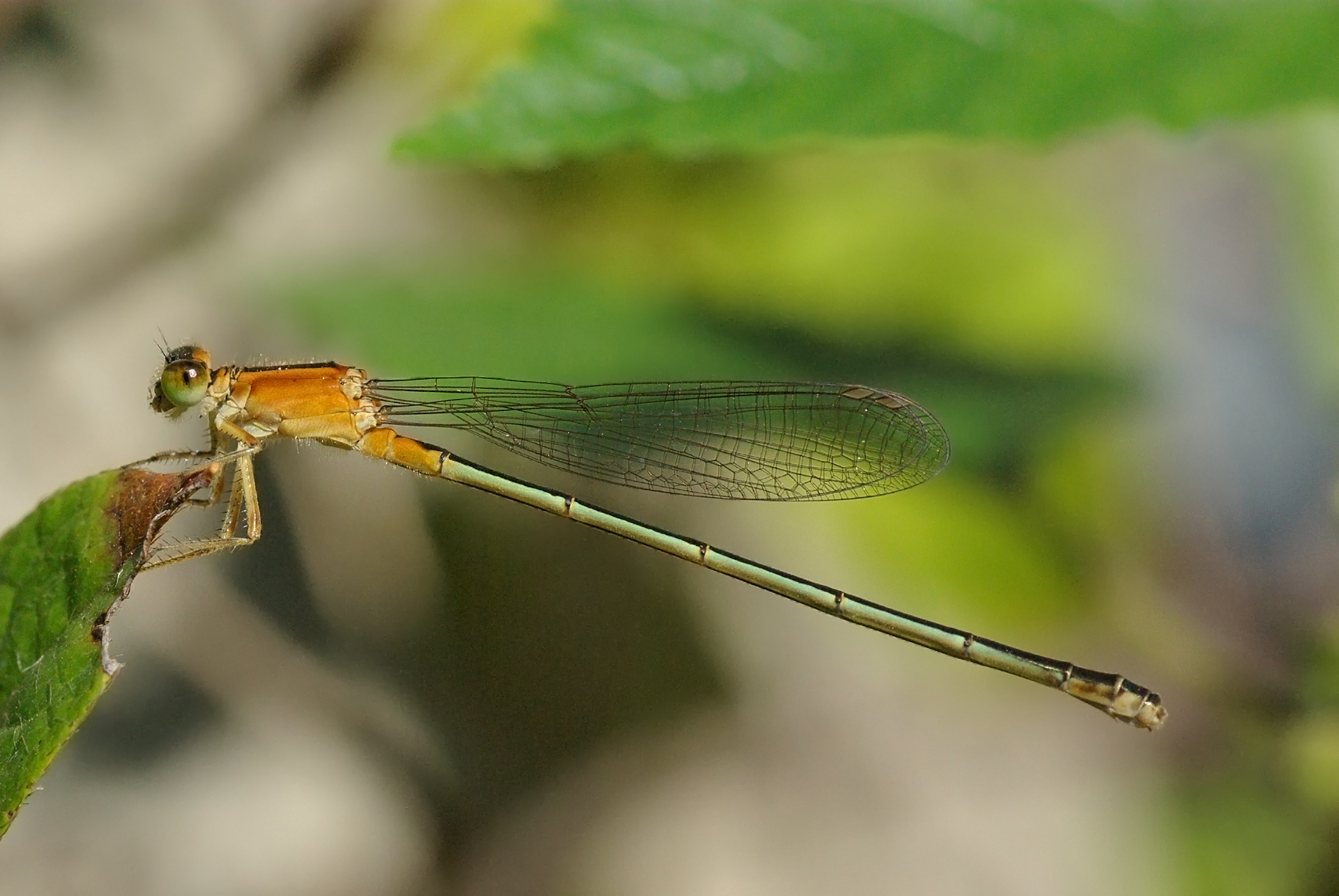
Bei den Weibchen, hier Ischnura senegalensis sind starke Farbigkeiten im Jugendkleid typisch.

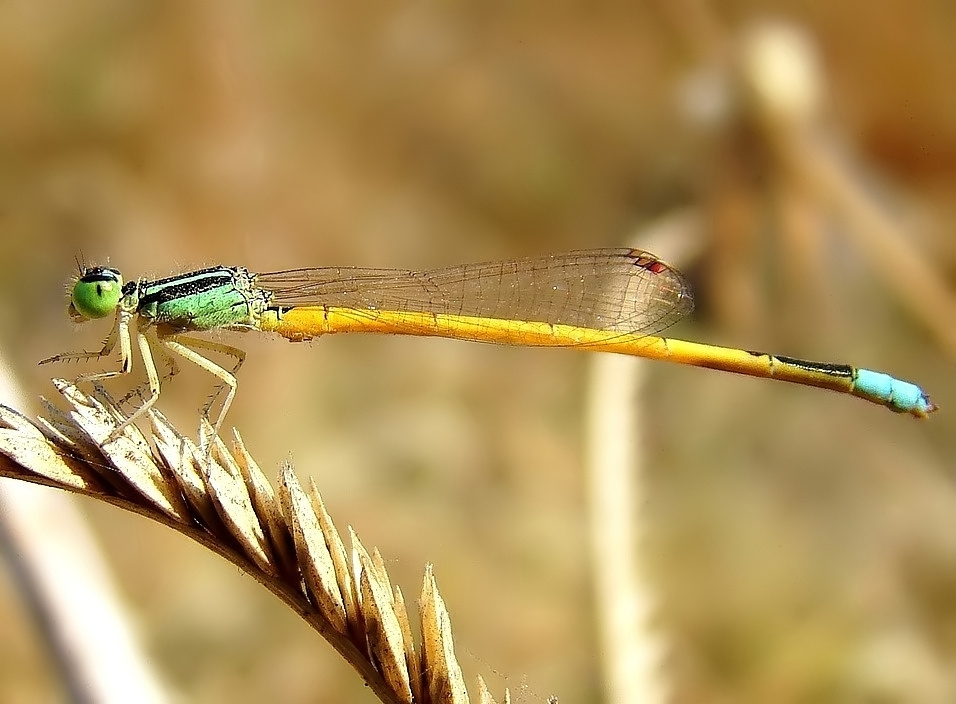
Dieses Männchen von Ischnura aurora besitzt auch das gattungstypische blaue „Schlusslicht“, das Abdomen ist jedoch nicht dunkel gezeichnet.

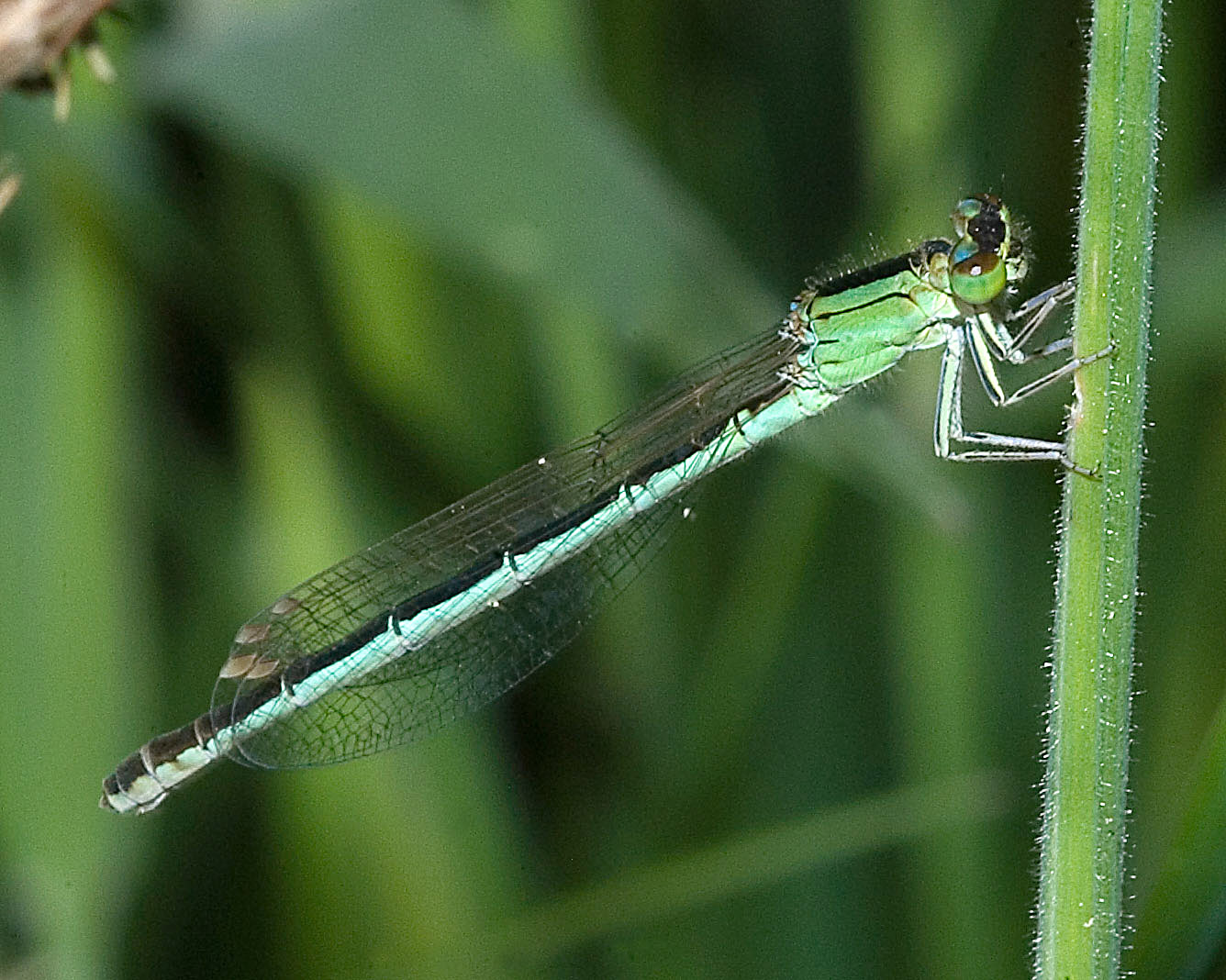
Die Weibchen der Kleinen Pechlibelle (Ischnura pumilio) bilden kein Schlusslicht aus.

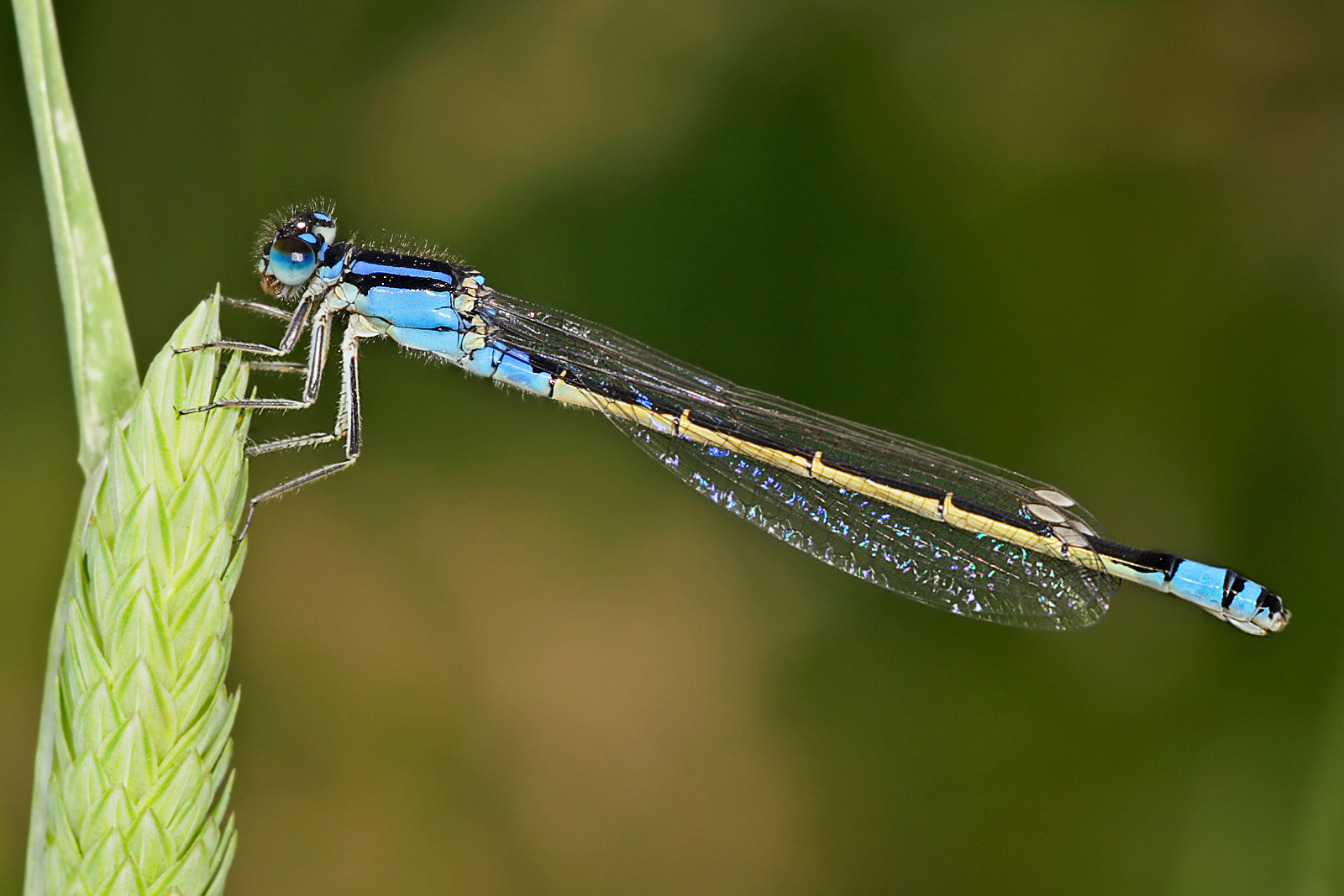
Androchromes Weibchen der australischen Ischnura heterosticta

Pechlibellen sind typische,  meist relativ kleine Schlanklibellen mit Körperlängen zwischen zwanzig und vierzig Millimetern und einem lang gestreckten, oberseits typischerweise metallisch schwarz gefärbten Abdomen. Eines oder mehrere der hinteren Abdominalsegmente sind häufig hell, meist blau, gefärbt und bilden so ein auffälliges „Schlusslicht“, das zur schwarzen Grundfärbung kontrastiert. Es gibt jedoch auch Arten, bei denen die schwarze Färbung des Abdomens nicht vollständig ist, sowie solche, die kein Schlusslicht ausbilden. Die schwarze Färbung, die in der Aufsicht den für die Pechlibellen charakteristischen dunklen Eindruck hervorruft, befindet sich jedoch nur auf der Oberseite des Abdomens, seitlich und unterseits sind die mittleren Segmente hell, meist gelblich, so dass die Pechlibellen in der Seitenansicht nicht besonders dunkel gefärbt erscheinen.
Die meisten Arten besitzen helle, deutlich ausgebildete Postokularflecken auf der dem Körper zugewandten Seite der Facettenaugen. Diese variieren in Größe und Form zwischen den Arten stark, häufig sind sie bei den Weibchen – seltener auch bei den Männchen – durch eine helle Linie miteinander verbunden. Die Augen sind oberseits dunkel, so dass sie wie von einer Kappe bedeckt wirken. Zusätzlich finden sich manchmal noch farblich abgesetzte, horizontale Streifen in der Mitte der Augen, diese fehlen normalerweise bei voll ausgereiften Individuen. Mittig auf der Oberseite des Thorax befindet sich immer ein dunkler Mittelstreifen, meist – außer bei einigen weiblichen Farbvarianten – sind auch die seitlichen, dunklen Humeralstreifen ausgebildet. Die dazwischenliegenden hellen Antehumeralstreifen müssen nicht vorhanden sein, oder können bei einigen Männchen zu auseinander liegenden Punkten aufgelöst sein. Die Thoraxseitenstreifen sind nur schwach ausgebildet oder fehlen – besonders wiederum bei einigen weiblichen Farbvarianten – ganz, so dass die Thoraxseiten hell und ohne Zeichnung erscheinen.
Die Flügel setzen wie bei allen Schlanklibellen gestielt am Körper an. Vorder- und Hinterflügel sind gleich und immer hyalin. Ein Unterscheidungsmerkmal gegenüber anderen Schlanklibellen ist das bei den meisten Arten rhombisch geformte, zweifarbige Pterostigma, das meist zur Flügelbasis schwarz und auf der Seite der Flügelspitze weiß gefärbt ist. Auch unterscheiden sich die Flügelmale in Größe und Form zwischen Vorder- und Hinterflügel.
Die Weibchen der Pechlibellen sind dafür bekannt, in verschiedenen Farbvarianten aufzutreten. Androchrome Weibchen sind wie Männchen gefärbt, häufiger werden jedoch heterochrome (weibchenfarbene) Färbungen ausgebildet, diese teilweise mit mehreren Farbvarianten, die sich wiederum mit Einsetzen der Geschlechtsreife deutlich verändern. Typisch für die Jugendform ist eine leuchtende Orange- oder Rosafärbung, bei einigen Arten bedeckt diese den ganzen Körper. Mit der Ausreifung zur geschlechtsreifen Imago verdunkeln sich die Farben zunehmend. Außerdem wird von den geschlechtsreifen Pechlibellen einiger Arten eine meist bläuliche oder weißliche Wachsbereifung gebildet, die die Zeichnung des Körpers überdecken kann. Vor dem Legebohrer auf dem achten Hinterleibssegment befindet sich ein abstehender Dorn. Wie die Ausbildung polychromer Formen ist dies ein Charakteristikum der Ischnurinae.
Typisch für die männlichen Pechlibellen ist ein grüner Thorax mit einem dunklen Abdomen und blauem Schlusslicht, jedoch kommen auch andere Farbvarianten vor. In der Aufsicht wirkt das Ende des Abdomens mit den Cerci bei den meisten Arten wie gegabelt, was ihnen in Amerika und Kanada den Namen „Forktails“ einbrachte. Auch die Färbung der Männchen unterscheidet sich teils erheblich zwischen der Jugend- und Altersform.

### Ähnliche Arten
Durch das typischerweise schwarze Abdomen mit dem auffälligen Schlusslicht ist eine Abgrenzung der Pechlibellen zu anderen Schlanklibellen wie den Azur- und Becherjungfern in der Regel relativ einfach. Diese bilden artspezifische Zeichnungen der Abdominalsegmente aus, die sich in der Seitensicht verjüngen, sich cranial zuspitzen und so die Oberseite des Abdomens nicht vollständig bedecken. Die Zeichnung des Abdomens ist bei den Pechlibellen oberseits meist deckend und die Seiten sind parallel ausgebildet. Einige Vertreter der Azur- und Becherjungfern zeigen jedoch auch Muster und Schlusslichter, wie sie für die Pechlibellen typisch sind, zum Beispiel die nordeuropäische Hauben-Azurjungfer (Coenagrion armatum) mit ebenfalls grünem Thorax und geschwärztem Abdomen.

## Verbreitung
Die Pechlibellen sind weltweit verbreitet, darunter auch auf vielen Ozeanischen Inseln. In Mitteleuropa wird die Gattung von der Kleinen Pechlibelle (Ischnura pumilio) und der Großen Pechlibelle (Ischnura elegans) vertreten, wobei letztere im westlichen Mittelmeerraum und Nordafrika durch sehr ähnliche Arten aus dem Artkomplex der Elegans-Gruppe ersetzt wird. Deren Vertreter zeigen zwar leichte Unterschiede in der Ausbildung der Farbvarianten, sind sich ansonsten jedoch so ähnlich, dass eine Unterscheidung nur aufgrund der männlichen Hinterleibsanhänge und der Form des Prothorax, beziehungsweise der unterschiedlichen Verbreitungsgebiete erfolgen kann. In Teilen Spaniens und Nordafrikas findet sich Ischnura graellsii, auf den Mittelmeerinseln Ischnura genei und in Nordafrika Ischnura saharensis. Hier kommt es außerdem zur Überlappung von Arten der Elegans-Gruppe mit Ischnura fountainei.
Eine Besonderheit stellt die isolierte Population der sich parthenogenetisch fortpflanzenden Rätselhaften Pechlibelle (Ischnura hastata) auf den Azoren dar.
In Nordamerika sind 14 Arten der Gattung zu finden, teilweise mit Artpaaren oder -trios, die zeitgleich im gleichen Habitat auftreten und ohne genauere Untersuchung der männlichen Hinterleibsanhänge nicht voneinander zu unterscheiden sind. Die Männchen von fünf der amerikanischen Arten unterscheiden sich jedoch deutlich von anderen Pech- und Schlanklibellen.
Pechlibellen halten sich bevorzugt in der dichten Vegetation rund um ihre Entwicklungsgewässer auf, einige Arten fliegen auch über dem offenen Wasser. Bevorzugte Habitate sind Teiche, Seen und Moorgewässer, in denen die Libellen teilweise sehr hohe Populationsdichten erreichen können. Es gibt jedoch auch Arten die Bäche und Flüsse bevorzugen. Obwohl viele Arten ein großes Verbreitungsgebiet besitzen, sind Pechlibellen relativ schlechte Flieger.

## Lebensweise
Die Pechlibellen sind in Mitteleuropa univoltin, das heißt, sie bilden nur eine Generation pro Jahr heraus. Im wärmeren Südeuropa wie auch im Süden Nordamerikas kann es dagegen auch zur Ausbildung mehrerer Generationen kommen. Die Größe der Imagines ist mit dem Schlupfzeitpunkt korreliert – größere Individuen, deren Larvalentwicklungszeit durch die Wintermonate verlängert war, werden vorwiegend im Frühjahr angetroffen, kleinere Individuen sind im Sommer und Herbst zu beobachten. Generell haben die Pechlibellen im Vergleich zu anderen Schlanklibellen eine längere Flugzeit und neigen dazu, auch in der Ausreifungszeit am Entwicklungsgewässer zu bleiben. Zur Fortpflanzung finden die Pechlibellen im Paarungsrad zusammen, die Länge der Paarung variiert zwischen den Arten stark. Die anschließende Eiablage, meist in aus dem Wasser ragenden Pflanzenteilen, erfolgt nur durch das Weibchen, ohne angekoppeltes Männchen und typischerweise in den frühen Morgenstunden – häufig nur einmal.

## Namensgebung

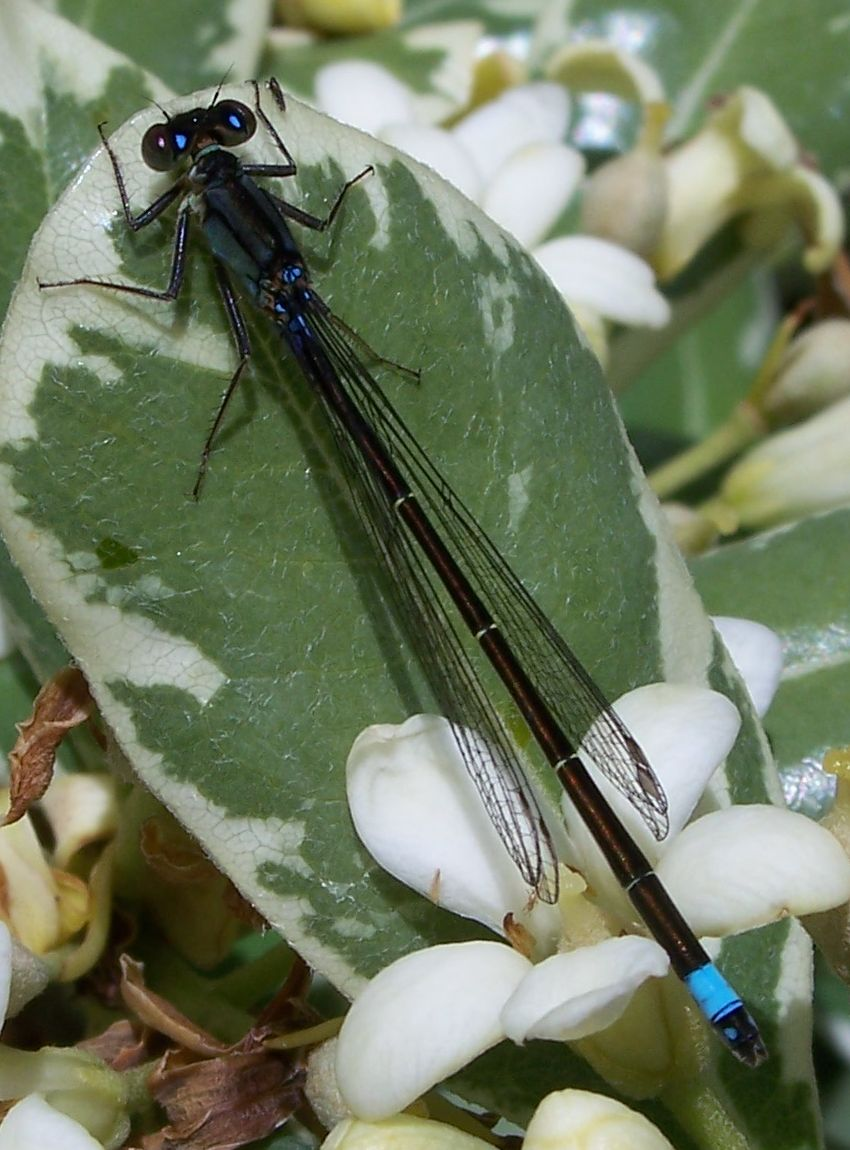
Bei diesem Weibchen von Ischnura cervula dominiert, wie auch bei den europäischen Vertretern, die namensgebende dorsal schwarze Färbung.

Der deutsche Name Pechlibellen leitet sich vom überwiegend schwarz gezeichneten Abdomen der mitteleuropäischen Vertreter ab, die damit sehr dunkel, beziehungsweise pechschwarz erscheinen. Der von Toussaint von Charpentier als wissenschaftlicher Gattungsname gewählte Begriff „Ischnura“ bildet sich aus ischnos (griech.) für dünn, schlank und ura (griech.) für Schwanz, beziehungsweise Abdomen, wenn auch die Pechlibellen im Vergleich zu anderen Schlanklibellen kein besonders schlankes Abdomen besitzen.

## Arten
Die Gattung der Pechlibellen wurde 1840 von Toussaint von Charpentier angelegt, Typusart ist die Große Pechlibelle. Nach Schorr et al. 2013 werden folgende 70 Arten den Pechlibellen zugerechnet:
- Ischnura abyssinica Martin, 1908
- Ischnura acuticauda Lieftinck, 1959
- Ischnura albistigma Fraser, 1927
- Ischnura aralensis Haritonov, 1979
- Ischnura ariel Lieftinck, 1949
- Ischnura asiatica (Brauer, 1865)
- Ischnura aurora Brauer, 1865
- Ischnura barberi Currie, 1903
- Ischnura blumi Lohmann, 1979
- Ischnura buxtoni Fraser, 1927
- Ischnura capreolus (Hagen, 1861)
- Ischnura cardinalis Kimmins, 1929
- Ischnura carpentieri Fraser, 1946
- Ischnura cervula Selys, 1876
- Ischnura chingaza Realpe, 2010
- Ischnura chromostigma Fraser, 1927
- Ischnura cruzi De Marmels, 1987
- Ischnura cyane Realpe, 2010
- Ischnura damula Calvert, 1902
- Ischnura demorsa (Hagen, 1861)
- Ischnura denticollis (Burmeister, 1839)
- Ischnura dorothea Fraser, 1925
- Ischnura elegans (Vander Linden, 1820) – Große Pechlibelle
- Ischnura erratica Calvert, 1895
- Ischnura evansi Morton, 1919
- Ischnura ezoin (Asahina, 1952)
- Ischnura filosa Schmidt, 1951
- Ischnura fluviatilis Selys, 1876
- Ischnura forcipata Morton, 1907
- Ischnura fountainei Morton, 1905
- Ischnura gemina (Kennedy, 1917)
- Ischnura genei (Rambur, 1842)
- Ischnura graellsii (Rambur, 1842)
- Ischnura haemastigma Fraser, 1927
- Ischnura haritonovi Dumont, 1997
- Ischnura hastata (Say, 1840) – Rätselhafte Pechlibelle
- Ischnura heterosticta (Burmeister, 1839)
- Ischnura inarmata Calvert, 1898
- Ischnura indivisa (Ris, 1918)
- Ischnura intermedia Dumont, 1974 – Persische Pechlibelle
- Ischnura isoetes Lieftinck, 1949
- Ischnura jeanyvesmeyeri Englund & Polhemus, 2010
- Ischnura kellicotti Williamson, 1898
- Ischnura lobata Needham, 1930
- Ischnura luta Polhemus, Asquith & Miller, 2000
- Ischnura ordosi Bartenev, 1912
- Ischnura pamelae Vick & Davies, 1988
- Ischnura patricia Fraser, 1924
- Ischnura perparva McLachlan in Selys, 1876
- Ischnura posita (Hagen, 1861)
- Ischnura prognata (Hagen, 1861)
- Ischnura pruinescens (Tillyard, 1906)
- Ischnura pumilio (Charpentier, 1825) – Kleine Pechlibelle
- Ischnura ramburii (Selys in Sagra, 1857)
- Ischnura rhodosoma Lieftinck, 1959
- Ischnura rubella Navás, 1934
- Ischnura rubilio Selys, 1876
- Ischnura rufostigma Selys, 1876
- Ischnura rufovittata (Blanchard, 1843)
- Ischnura rurutana Englund & Polhemus, 2010
- Ischnura saharensis Aguesse, 1958
- Ischnura sanguinostigma Fraser, 1953
- Ischnura senegalensis (Rambur, 1842) – Senegal-Pechlibelle
- Ischnura spinicauda Brauer, 1865
- Ischnura stueberi Lieftinck, 1932
- Ischnura taitensis Selys, 1876
- Ischnura thelmae Lieftinck, 1966
- Ischnura ultima Ris, 1908
- Ischnura verticalis (Say, 1839)
- Ischnura vinsoni Fraser, 1949